# Fibulomyces crucelliger
Fibulomyces crucelliger är en svampart som beskrevs av Stalpers & Marvanová 1987. Fibulomyces crucelliger ingår i släktet Fibulomyces och familjen Atheliaceae.   Inga underarter finns listade i Catalogue of Life.